# St. Nikolaus (Wenigensömmern)

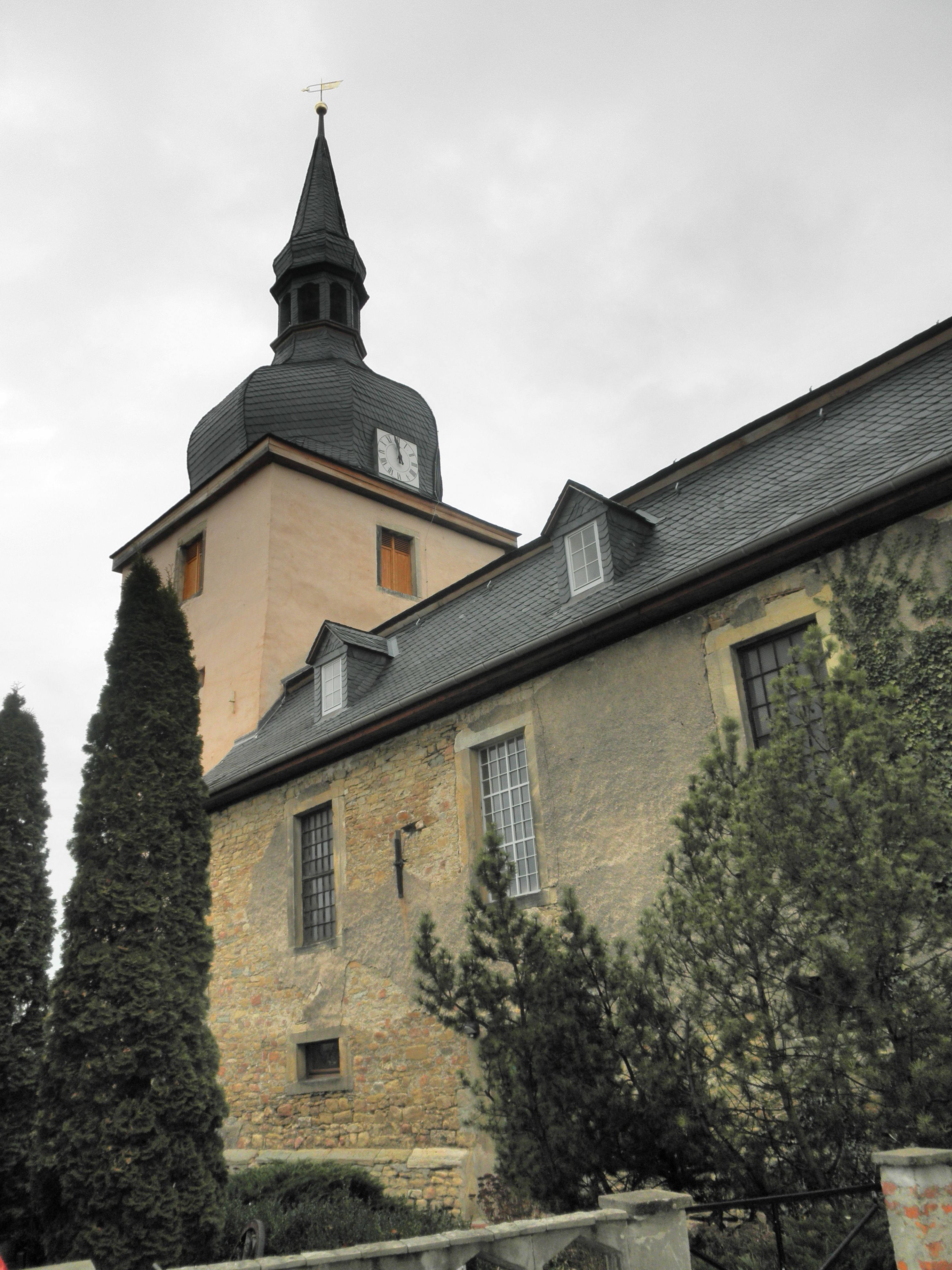
Die Kirche

Die evangelische Dorfkirche St. Nikolaus steht im Ortsteil Wenigensömmern der Stadt Sömmerda im Landkreis Sömmerda in Thüringen.

## Geschichte
Das Gotteshaus wurde erstmals 1326 urkundlich genannt. 1722 berichtete man über den heute noch prägenden Umbau der Kirche.
Der Westturm besitzt ein doppeltes Walmdach und der Saalbau hat einen eingezogenen Chor. Teile des Flügelaltars stammen aus dem Vorgängerbau und wurden im 18. Jahrhundert dem Altar eingefügt. Das vom Kirchenschiff durch eine gläserne Wand abgetrennte Turmzimmer dient als Versammlungsraum der Kirchengemeinde außerhalb der Gottesdienste.
Der Mittelschrein stellt die Kreuzigungsgruppe in den Mittelpunkt. Die Seitenflügel schmücken den Altar.
Die Kirche ist in die Denkmalliste des Landkreises Sömmerda eingetragen.

## Bilder

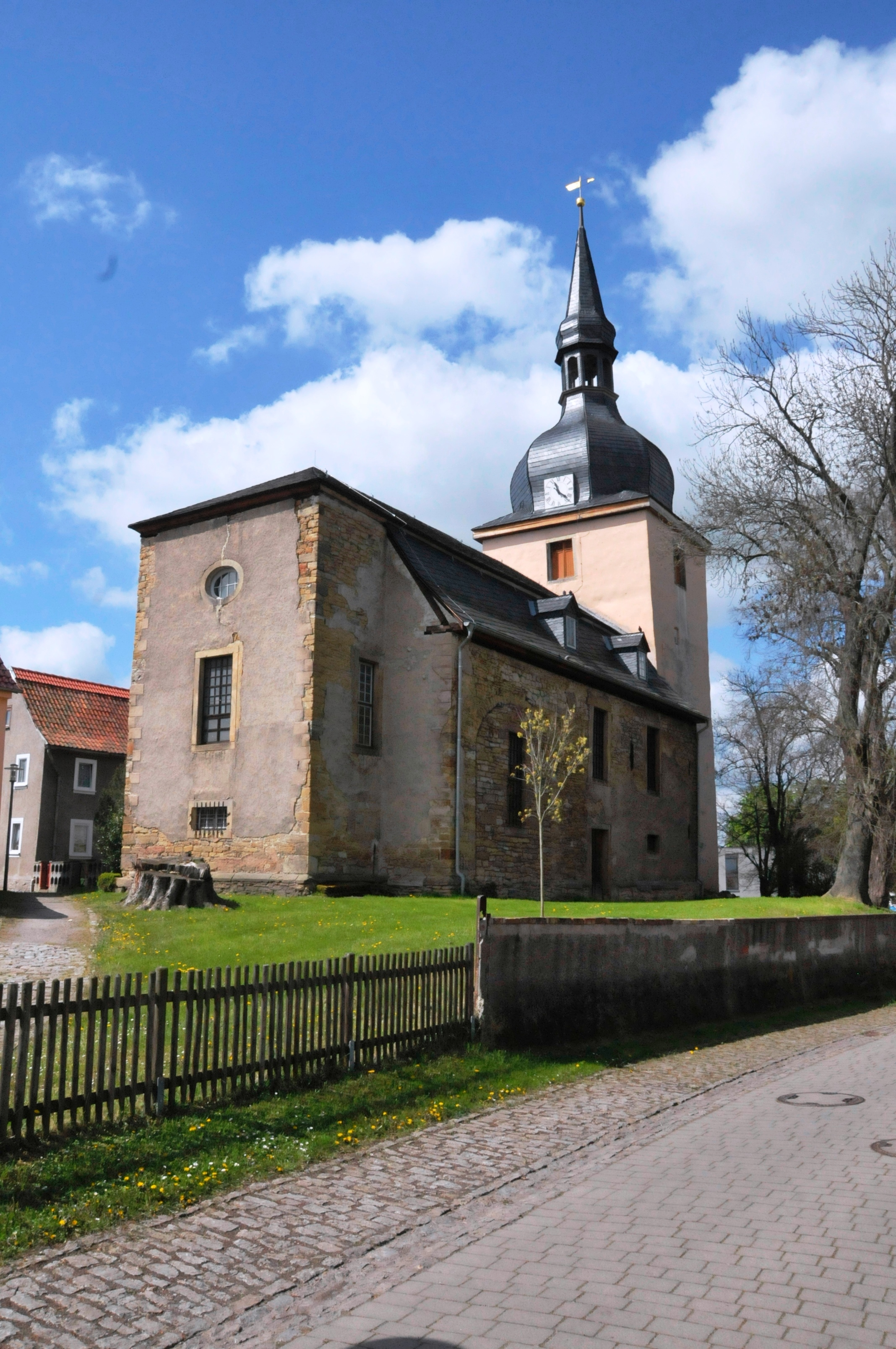
Blick aus NO
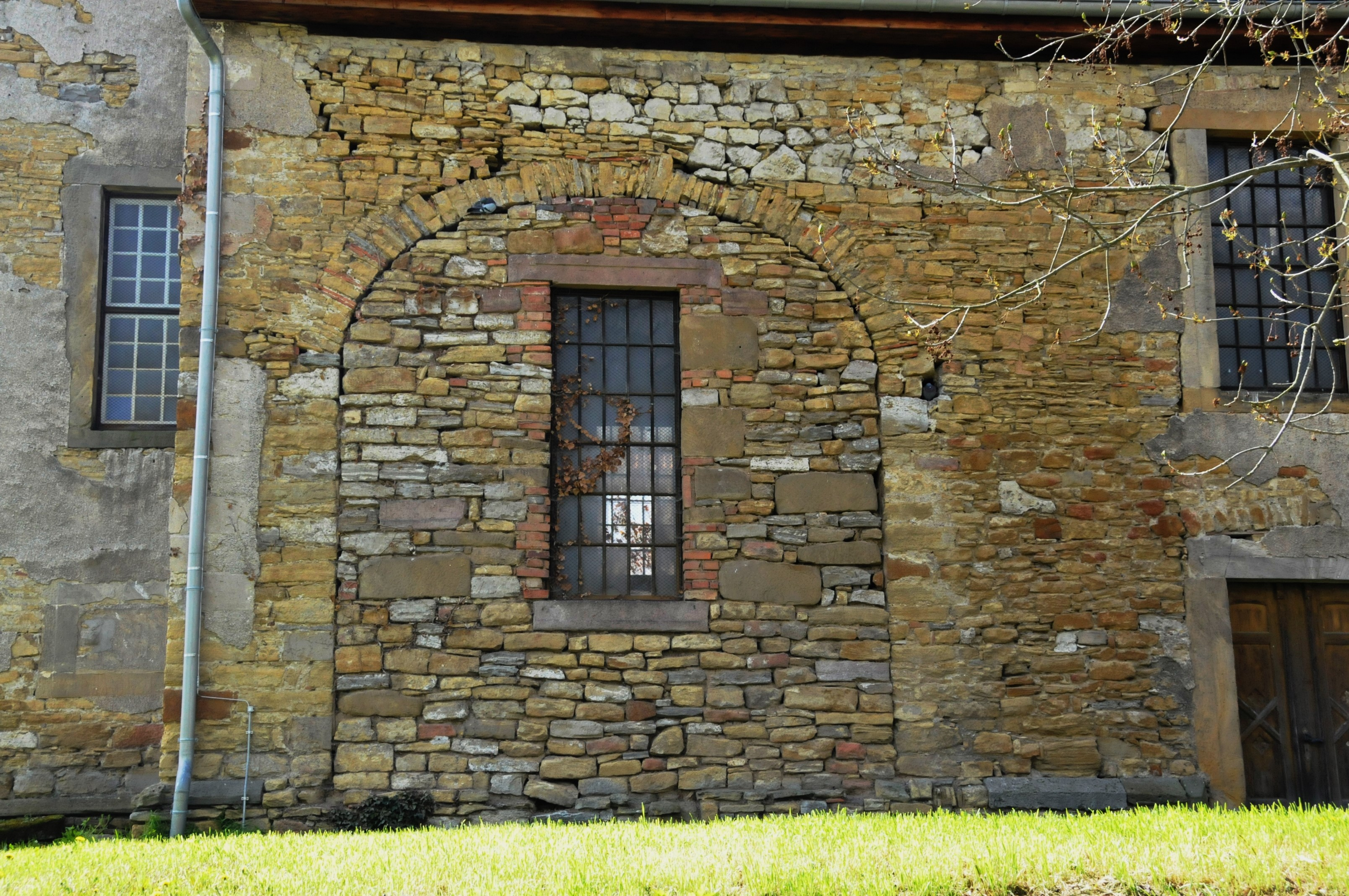
Ehemaliger Torbogen eines Eingangs in der Nordwand des Kirchenschiffes
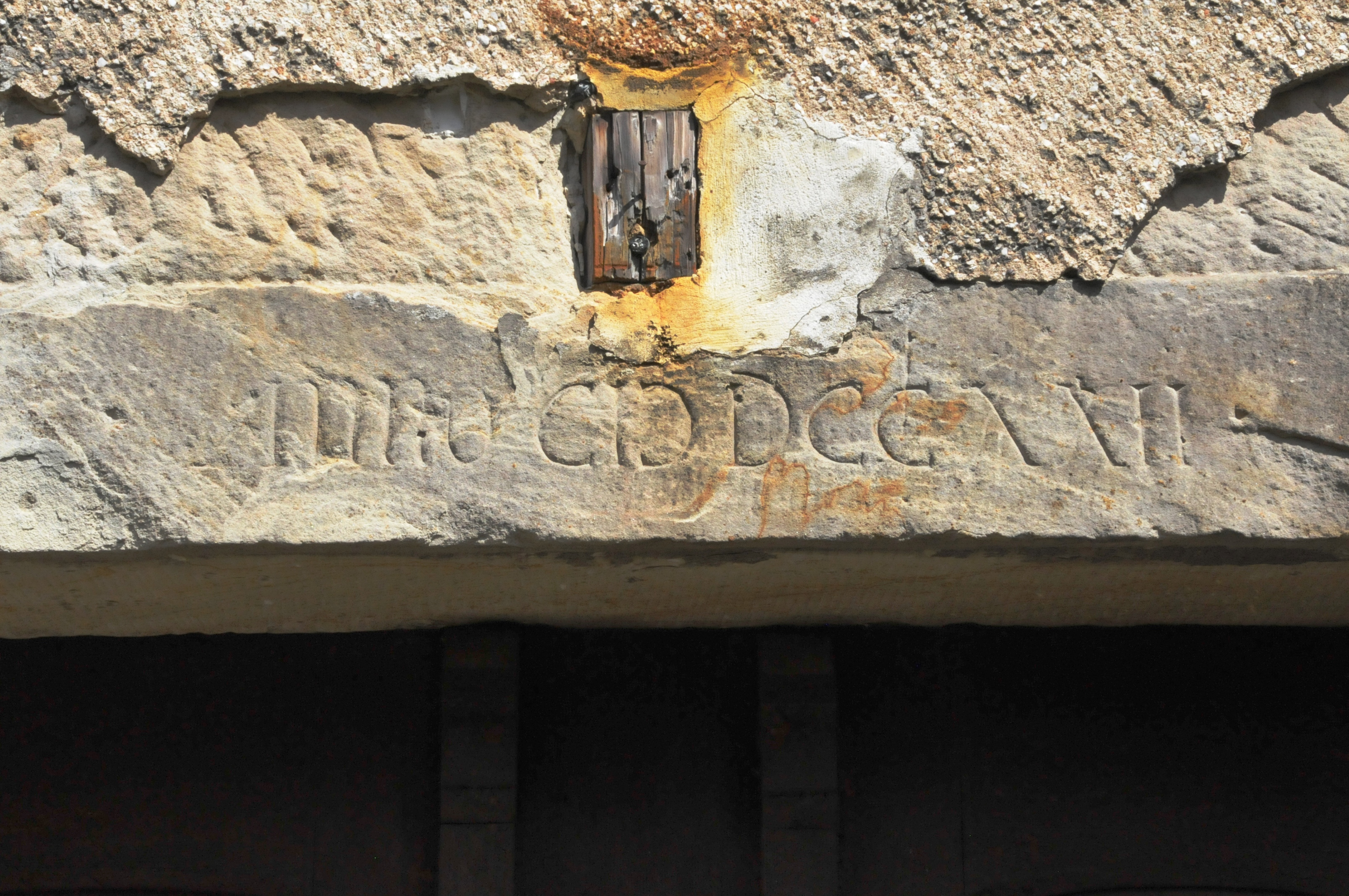
Jahreszahl im Türsturz der heutigen Eingangstür: MDCCXXII = 1722
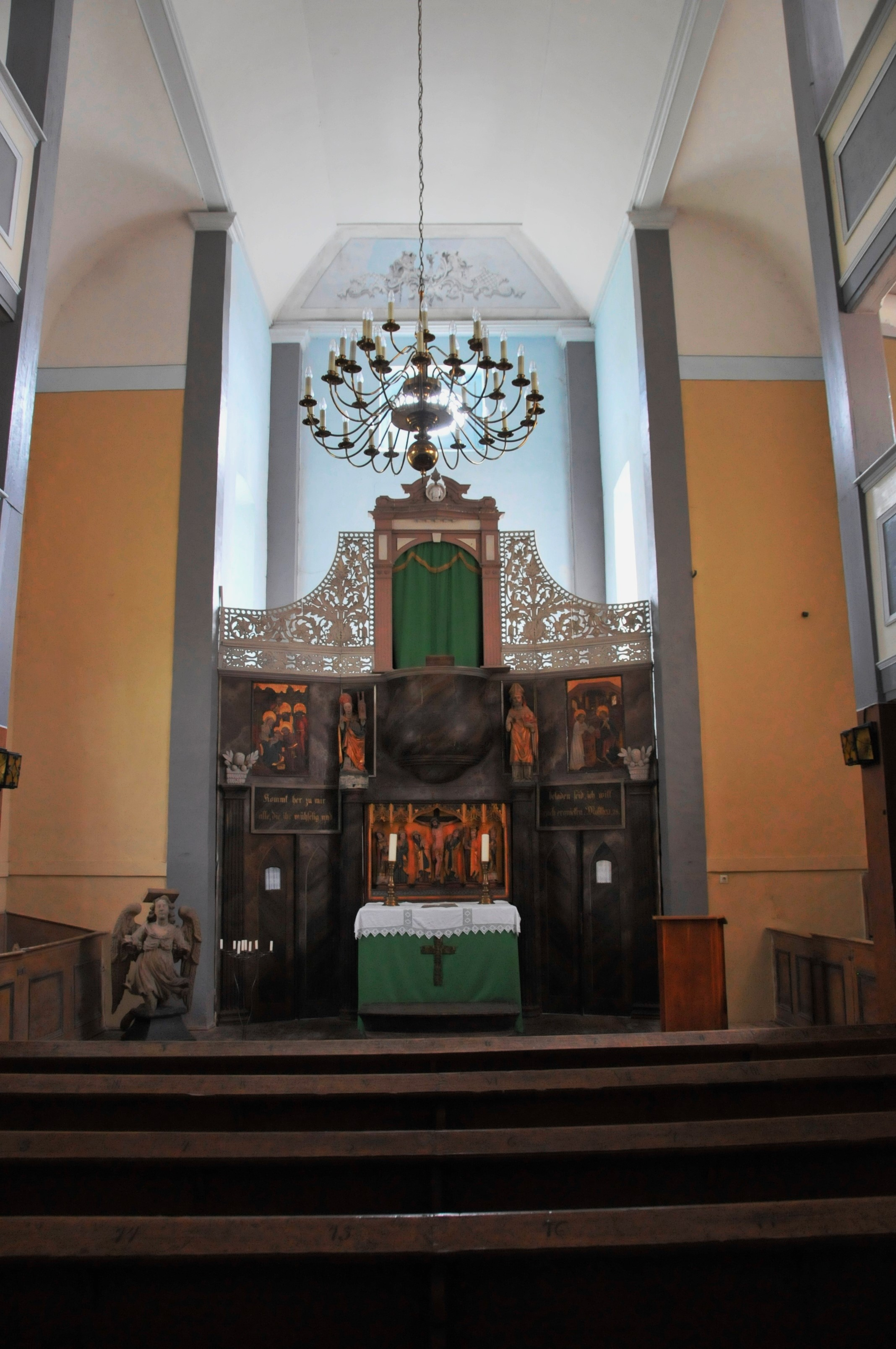
Blick zum Altar
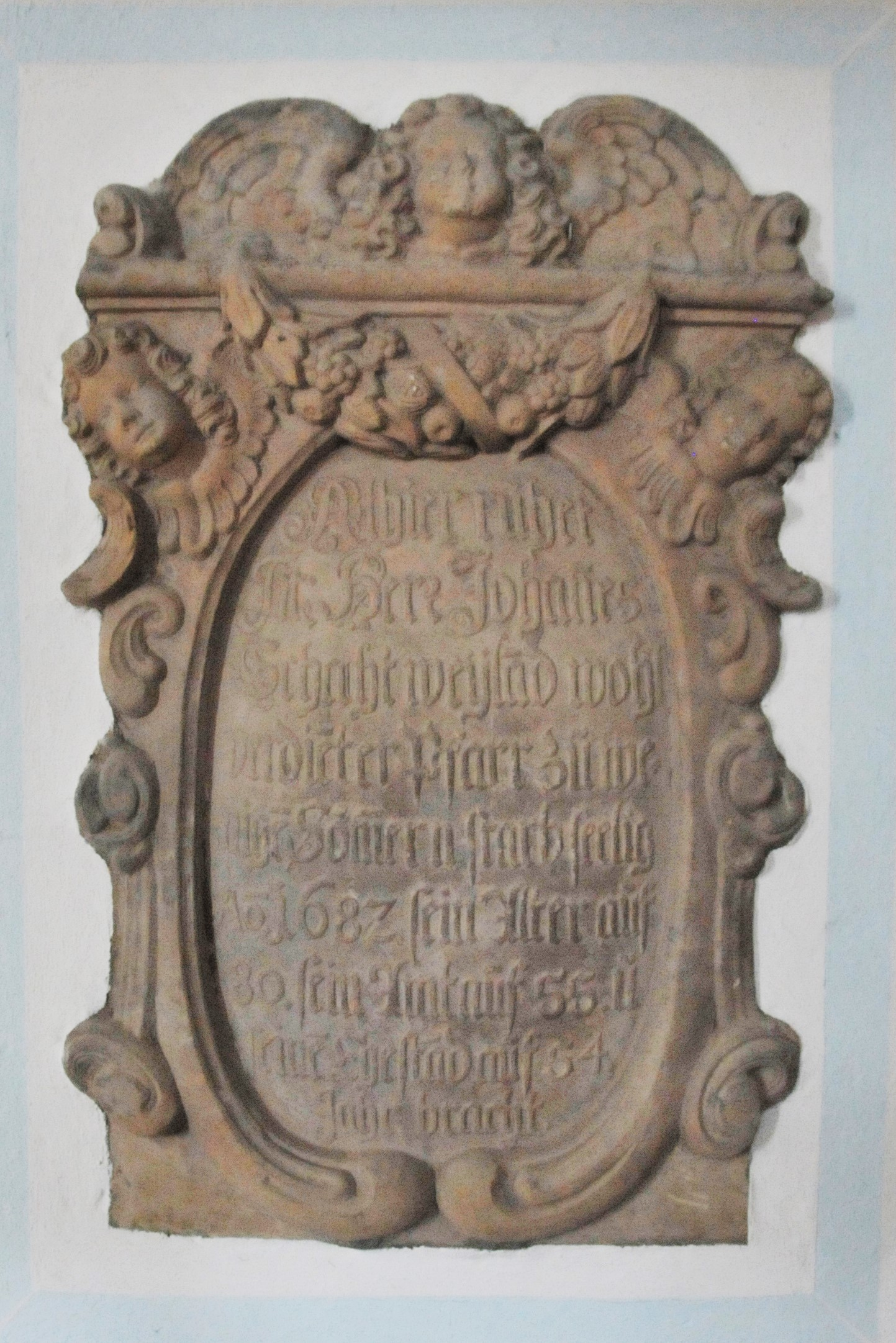
Wandrelief zu Ehren eines Pfarrers aus dem 17. Jahrhundert (1687)
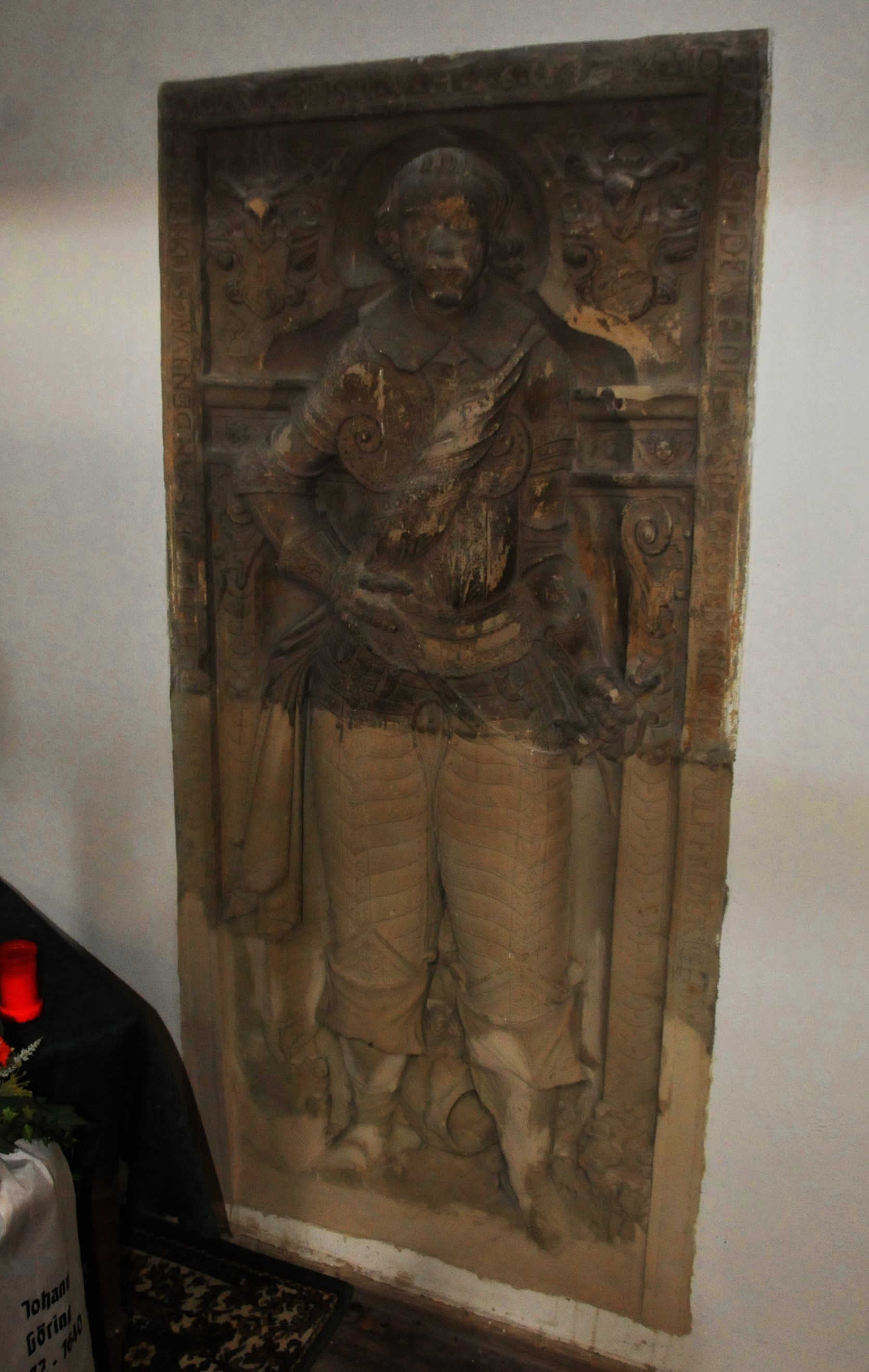
Wandrelief, vermutlich den Caspar von Teutleben darstellend